# Museo de Historia de Chicago
El Museo de Historia de Chicago es el museo de la Sociedad Histórica de Chicago (CHS). Esta fue fundada en 1856 para estudiar e interpretar la historia de Chicago, la ciudad más poblada del estado de Illinois (Estados Unidos). Desde los años 1930 se ubica en Lincoln Park en 1601 North Clark Street en la intersección de North Avenue en el vecindario Old Town Triangle. La CHS adoptó el nombre de Museo de Historia de Chicago en septiembre de 2006 por su presencia pública.

## Historia
El Gran Incendio de Chicago en 1871 destruyó gran parte de la primera colección de la Sociedad Histórica de Chicago. Entre los documentos que se quemaron estaba el borrador final de la Proclamación de Emancipación de Abraham Lincoln.
Tras el incendio, la CHS comenzó a recopilar nuevos materiales, que se almacenaron en un edificio propiedad de J. Young Scammon, un abogado miembro de la sociedad. Pero todo quedó nuevamente destruido por otro incendio en 1874. 
La CHS construyó un edificio a prueba de incendios en su sitio de anterior a 1871 en 632 North Dearborn Street. El edificio de reemplazo se inauguró en 1896 y albergó a la sociedad durante 36 años. Más tarde, el edificio se agregó al Registro Nacional de Lugares Históricos como el Old Chicago Historical Society Building.

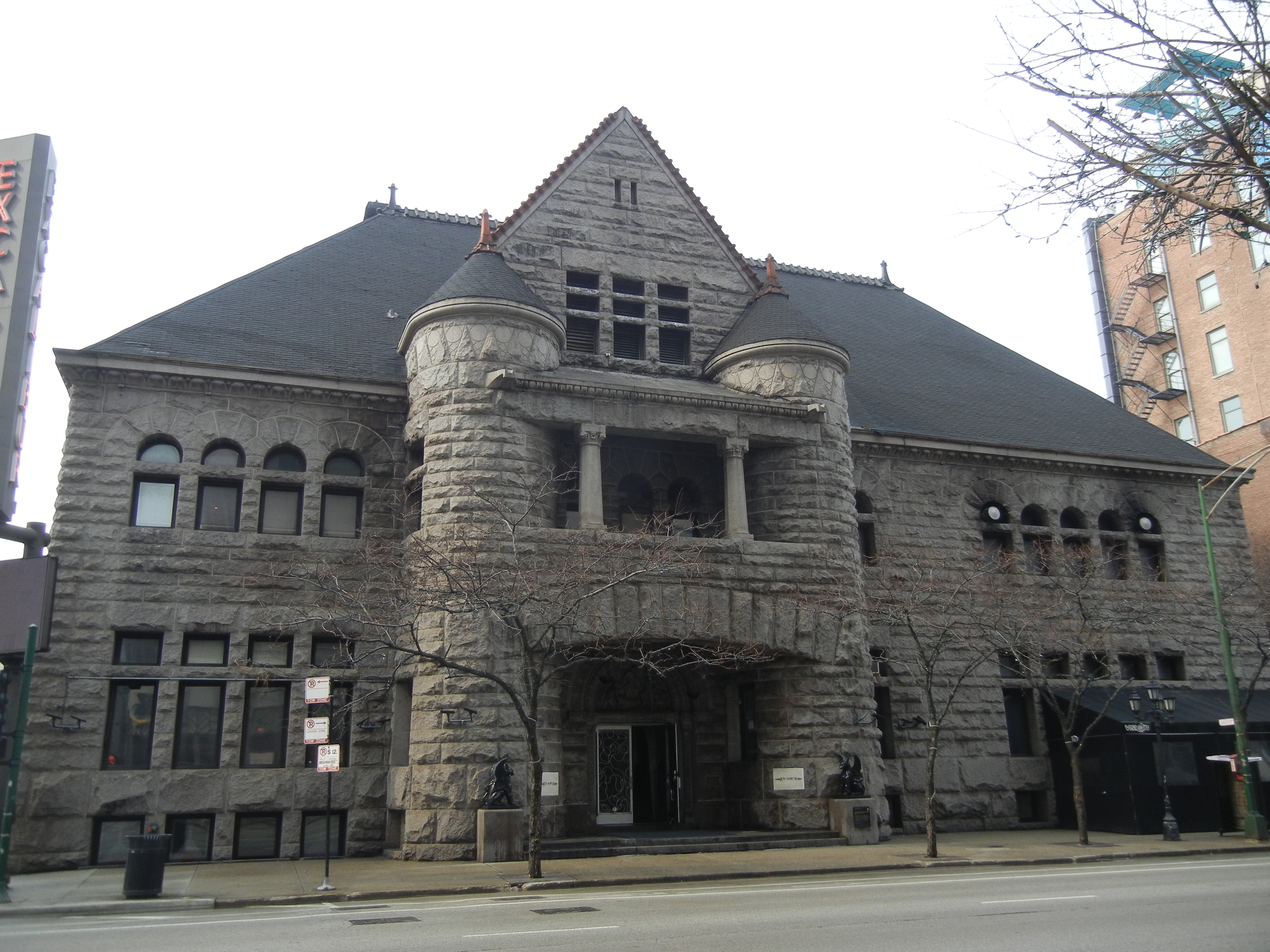
La sede de la Sociedad Histórica de Chicago de 1896 a 1932.

Charles F. Gunther, un destacado coleccionista de Chicago, donó algunos artículos a la CHS En 1920, esta compró el resto de la gran colección de historia de su patrimonio, con la intención de cambiar su enfoque de solo una institución de investigación a un museo público. Muchos de los elementos de la colección de Gunther, además de Chicago, estaban relacionados con Abraham Lincoln y la Guerra de Secesión. 
Estos incluyen el lecho de muerte de Lincoln, varios otros muebles de la habitación donde murió en la Casa Petersen y la ropa que él y su esposa Mary Todd Lincoln supuestamente usaron la noche de su asesinato. La colección también incluye la mesa en la que el general Robert E. Lee firmó su rendición de 1865 ante el general Ulysses S. Grant, un acto oficial que puso fin a la Guerra de Secesión, en la Casa McLean en Appomattox.
En 2010, el museo fue incluido en el Salón de la Fama de Gays y Lesbianas de Chicago.

## Edificio

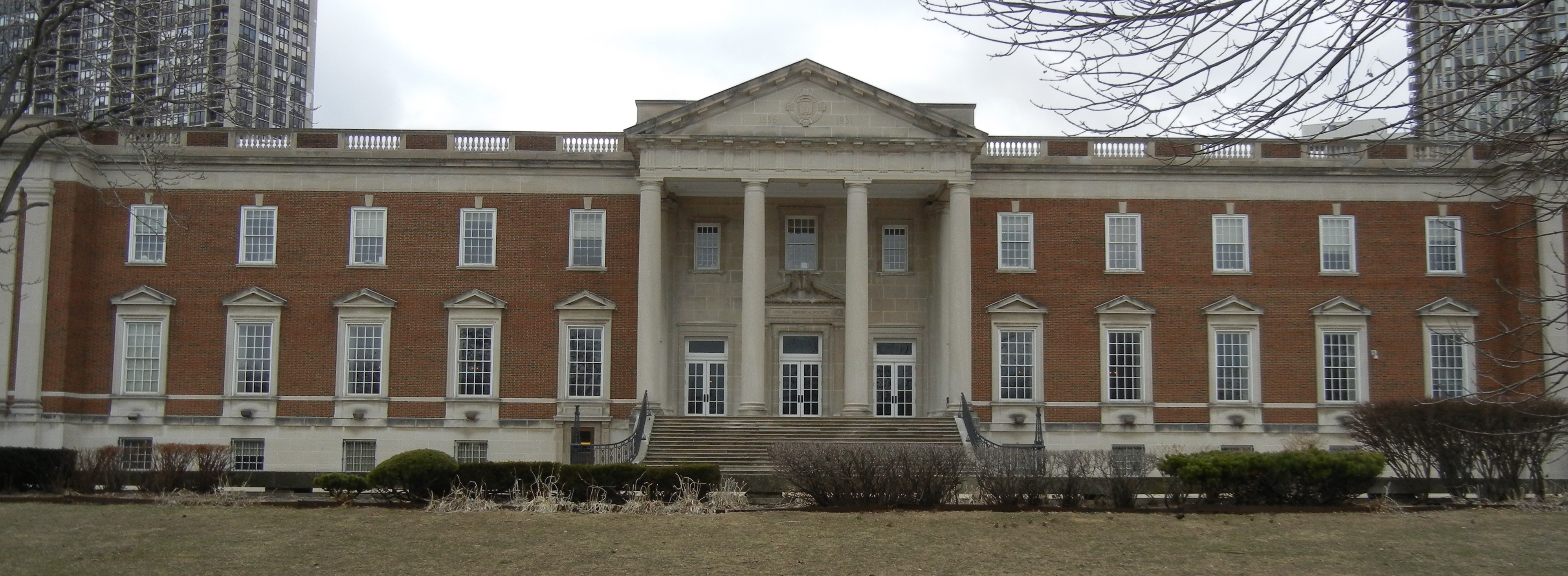
Fachada este del museo actual (construido en 1932)

Después de 36 años en la estructura Henry Ives Cobb en North Dearborn Street, el museo y la biblioteca se mudaron al complejo actual en Lincoln Park. La parte más antigua del museo, diseñada por Graham, Anderson, Probst & White, fue construida en 1932 por la WPA, con el objetivo de crear un espacio público de exhibición ampliado.
La estructura de estilo federal de 1932 se ha ampliado dos veces. La primera adición, revestida de piedra caliza, se inauguró en 1972 y fue diseñada por Alfred Shaw and Associates. La segunda adición, diseñada por Holabird and Root, se realizó en 1988 e incluyó el revestimiento de la expansión anterior con ladrillo rojo para dar una apariencia unificada a las tres partes del edificio. Ambas expansiones ocurrieron en el lado oeste de la estructura de 1932, dejando intacta su entrada porticada original frente a Lincoln Park. Sin embargo, la entrada principal y el salón de recepción se trasladaron a la nueva adición occidental que da a la calle Clark. La extensión de 1988, además de las galerías de exhibición ampliadas, también contiene la tienda del museo y la cafetería pública.